# Arthoniaceae
Arthoniaceae is een familie van schimmels uit de orde Arthoniales. 

## Ecologie
Soorten uit de familie Arthoniaceae hebben een wijd verspreidingsgebied maar komen voornamelijk voor in tropische gebieden. De leefwijze van de soorten uit de familie is divers. Sommige soorten vormen met groenalg korstmossen terwijl andere soorten op de korstmossen zelf groeien. De schimmels groeien zowel op rotsen, bladeren als op stenen. 

## Taxonomie
De familie is voor het eerst beschreven in 1841 door Reichenbach. 

## Geslachten
- Amazonomyces (1)
- Arthonia (164)
- Arthothelium (36)
- Briancoppinsia (1)
- Bryostigma (15)
- Coniangium (4)
- Coniarthonia (12)
- Coniocarpon (7)
- Crypthonia (16)
- Cryptothecia (38)
- Diarthonis (1)
- Eremothecella (7)

- Helicobolomyces (2)
- Herpothallon (44)
- Leprantha (1)
- Myriostigma (9)
- Naevia (2)
- Pachnolepia (1)
- Paradoxomyces (1)
- Sagenidiopsis (4)
- Stirtonia (23)
- Subhysteropycnis (1)
- Tylophoron (6)